# Hürten-Museum

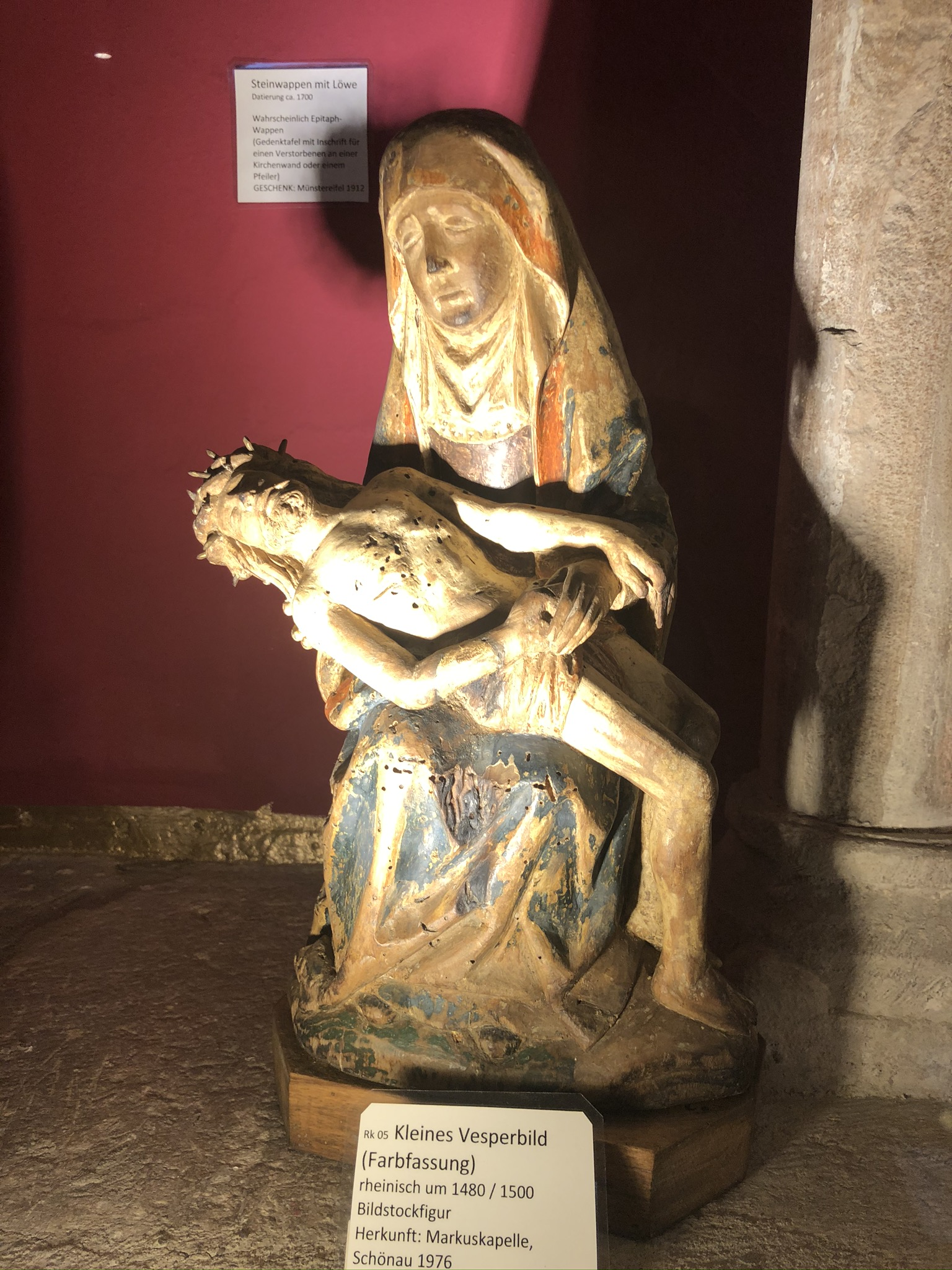
Pieta aus dem ausgehenden Mittelalter, dahinter: Kalksintersäule

Das Hürten-Heimatmuseum liegt in Bad Münstereifel im Kreis Euskirchen in Nordrhein-Westfalen.
Der Münstereifeler Karl Hürten (1856–1925), nach dem das Museum benannt ist, regte bereits um 1900 die Schaffung eines Ortsmuseums an. Endlich wurde das Museum von der Stadt genehmigt und die Räume in einem Stadttor, dem Orchheimer Tor, zur Verfügung gestellt. 1912 konnte das Museum eingeweiht werden. Nach einer Zwischenstation im Rathaus wurde das Museum 1975 in das „romanische Haus“, eines der ältesten Häuser im Rheinland (12. Jahrhundert) eingerichtet.
Neben einer Gaststube aus der Kaiserzeit um 1900 runden frühere Waffen, Kunstwerke des Mittelalters (u. a. eine Pieta aus dem 15. Jahrhundert), ein 2019 entdeckter und restaurierter Altar aus dem 17. Jhrh., 2 große Truhen, ein mittelalterlicher Herdraum, der Gebetsraum eines Stiftsherrn mit einem Altaraufsatz (um 1700) und Dokumente zur Stadtgeschichte die ständige Ausstellung ab. Daneben werden zweimal im Jahr Sonderausstellungen im großen romanischen Saal organisiert. Hingewiesen sei auf die 3 Kalksintersäulen (Material aus römischer Wasserleitung), die im inneren des Romanischen Hause zu sehen sind.
Ausgestellt sind Artefakte aus der Jungsteinzeit, Kelten-, Römer- und Frankenzeit bis in die Neuzeit.